# Hải Lan Sát
Hải Lan Sát (chữ Hán: 海蘭察; tiếng Mãn: ᡥᠠᡳᠯᠠᠨᠴᠠ, Möllendorff: Hailanca, Abkai: Hailanqa,? - 1793) là tướng lĩnh nhà Thanh dưới thời của Càn Long.

## Thân thế
Hải Lan Sát xuất thân trong gia tộc Đa Lạp Nhĩ, thuộc Mãn Châu Tương Hoàng kỳ. Tổ tiên Hải Lan Sát là người dân tộc thiểu số Ngạc Ôn Khắc, nhiều đời định cư ở vùng Hắc Long Giang. Dân tộc còn được gọi là Tác Luân, cực kì mạnh mẽ, dũng cảm và thiện chiến.
Ông một vị tướng tài dưới triều đại Càn Long, có công chinh phạt bộ tộc Chuẩn Cát Nhĩ và bình định thế lực Lâm Sảng Văn.

## Quan lộ
Năm Càn Long thứ 20 (1755), Hải Lan Sát tòng quân, trở thành một 'mã giáp' - binh sĩ của kiêu kỵ doanh Bát Kỳ. Trong cuộc bình định Chuẩn Cát Nhĩ, ông là người bắn bị thương và bắt sống thủ lĩnh Ba Nhã Nhĩ của Huy Đặc bộ, lập đại công nên được ban hiệu Ngạch Nhĩ Khắc Ba Đồ Lỗ.
Năm thứ 23 (1758), khi theo Càn Long đến trường săn Mộc Lan, Hải Lan Sát bắn hạ 2 mãnh hổ, kịp thời hộ giá, thăng làm Đầu đẳng Thị vệ, ban chức Kỵ đô úy kiêm Vân kỵ úy truyền đời.
Năm thứ 32 (1767) đến 33 (1768), ông 2 lần tham gia chiến tranh giữa nhà Thanh và Miến Điện, là tiên phong đội khinh kỵ, có nhiều chiến tích.
Năm thứ 34 (1769), Hải Lan Sát được phong làm Phó Đô thống Mông Cổ Tương Lam kỳ. 2 năm sau tiếp tục đảm nhận chức Phó Đô thống Mông Cổ Tương Bạch kỳ.
Suốt 5 năm, từ Vân Nam đến Tứ Xuyên, có mặt tại vô số trận đánh lớn nhỏ trong chiến dịch bình định Kim Xuyên, Hải Lan Sát được thăng làm Đô thống Mông Cổ Chính Hồng kỳ, Nội đại thần, Lĩnh thị vệ Nội đại thần, Ngự tiền Thị vệ Hành tẩu. Được ban hiệu Xước Nhĩ Hòa La Khoa Ba Đồ Lỗ.
Năm thứ 46 (1781) và thứ 49 (1784), ông 2 lần được điều làm Tham tán đại thần, dẫn binh trấn áp khởi nghĩa của dân tộc Hồi ở Cam Túc.
Năm thứ 52 (1787) lại tháp tùng Phúc Khang An giám sát quân đội đàn áp khởi nghĩa Lâm Sảng Văn ở Đài Loan.
Năm thứ 56 (1791), Hải Lan Sát tiếp tục tháp tùng Phúc Khang An dẫn binh đi Tây Tạng tham gia chiến tranh với tộc người Gurkha ở Nepal, trèo núi cao, vượt sông sâu, thắng nhiều trận lớn nên được phong Nhất đẳng Công.
Tháng 3 năm Càn Long thứ 58 (1793), ông bệnh nặng qua đời, được ban thụy hiệu là Vũ Tráng, được họa chân dung treo ở Tử Quang các (nơi Hoàng đế tỉ thí võ nghệ, kiểm định võ công, tuyển ngự tiền thị vệ, khen tưởng tướng sĩ). Càn Long tiếc thương, hạ chỉ: "Hải Lan Sát mất vì bệnh, theo quy định không được thờ cúng tại Chiêu Trung từ  nhưng niệm tình có cống hiến lớn với quân đội, từng nhiều lần trọng thương nên đặc cách cho hưởng vinh dự này".
Hải Lan Sát có một con trai tên An Lộc được thừa hưởng Công tước, phong làm Nhất đẳng Thị vệ.

## Trận chiến bình định thiên địa hội tại Đài Loan (1786 - 1788)
Sau khi nhà Minh sụp đổ, nhà Thanh chiếm đóng vùng Trung Nguyên, một thủ lĩnh quân sự người Hán là Trịnh Thành Công đã tập hợp lực lượng trung thành với nhà Minh ở miền nam Phúc Kiến đã đánh bại người Hà Lan vào năm 1662, sau đó đã đuổi quân Hà Lan ra khỏi hòn đảo Đài Loan. Ông xây dựng nơi đây thành một lãnh địa riêng không chịu quyền kiểm soát của nhà Thanh, sử dụng như một căn cứ để tiến hành các cuộc thâm nhập vào vùng bờ biển đông nam Trung Quốc đại lục nằm lật đổ nhà Thanh.
Dù vậy, Đài Loan cuối cùng cũng bị nhà Thanh chinh phục và sáp nhập vào năm 1683. Tuy nhiên, Đài Loan không hề yên ả. Có hơn một trăm cuộc nổi loạn trong triều đại đầu triều đại nhà Thanh, nhiều đến nỗi có cả một thành ngữ "Ba năm tạo phản, năm năm loạn".[29]
Năm 1786, nhân việc Tri phủ Đài Loan Tôn Cảnh Toại truy quét, đàn áp Thiên Địa Hội, một thủ lĩnh Thiên Địa Hội Lâm Sảng Văn tập hợp đồng chí, tuyên bố phản Thanh, tự xưng Minh chủ Đại nguyên soái, xưng Bắc Lộ vương, đặt niên hiệu riêng. Thanh thế quân khởi nghĩa lên nhanh đến 50 vạn người, chưa đầy 1 năm đã chiếm cứ hầu hết toàn bộ Đài Loan ngoại trừ phía nam Phủ Đài Loan, Chư La, cảng biển miền trung Lộc Cảng.
Nghe tin quân nổi dậy đã chiếm gần hết Đài Loan, Thanh triều vội phái quân đi trấn áp. Quân khởi nghĩa tuy đông, nhưng tổ chức kém và rơi vào thế phải chống đỡ nhiều kẻ thù, vì thế không đủ sức phản kích quân triều với số lượng ít hơn nhiều. Sau cùng triều đình nhà Thanh lại phái Tổng đốc Thiểm Cam Đại học sĩ Phúc Khang An, Tham tán Đại thần Hải Lan Sát cùng điều động binh Thanh khoảng gần 3 vạn người, đánh lại quân khởi nghĩa. Quân Thanh được trang bị tốt, có kỷ luật, lại có kinh nghiệm tác chiến nên đã đánh tan nghĩa quân, trước sau lần lượt thu hồi lại được Chương Hóa, Chư La. Lâm Sảng Văn thua trận, lẩn trốn các nơi trước khi bị dân địa phương tại Lão Cù Kỳ (nay là khu làng Kỳ Đỉnh thuộc thị trấn Trúc Nam huyện Miêu Lật) bắt sống giao nộp cho triều đình, ít lâu sau thì bị giải về Bắc Kinh xử tử lăng trì.
Cuộc nổi dậy của Lâm Sảng Văn tuy bất thành, nhưng cũng buộc Càn Long phải xem xét lại chính sách của triều đình đối với Đài Loan.